# Ljubba
Ljubomir Stefanović, poznatiji pod umetničkim imenom Ljubba (Aleksinac, 23. mart 1992), srpski je muzički režiser i scenarista koji živi i radi u Beogradu.

## Karijera

### Počeci
Muzičkom produkcijom je profesionalno počeo da se bavi 2010. godine. Jedna od prvih grupa sa kojima je sarađivao bili su Elitni odredi i to na pesmi Samo da si sa mnom. Pesmu su pisali i producirali sami Relja Popović i Vlada Matović iz Elitnih odreda, a Ljubba je radio na scenariju za video spot zajedno sa njima i kasnije radio editovanje spota.
Pored Elitnih odreda, jedan od prvih muzičara sa kojim je ostvario saradnju bio je Milan Stanković, sa kojim i dan danas sarađuje. Sa Milanom je radio na spotovima za pesme Perje iz 2011, Mama iz 2012. i Od mene se odvikavaj iz 2013. godine. Na samom početku su radili preko interneta, na relaciji Beograd—Atina, pošto je Ljubba u tom periodu živeo u Grčkoj.

### Inostrana karijera
Na svojim režiserskim počecima, Ljubba je, pored saradnji sa domaćim muzičarima, često kreirao prototipe pokretne grafike, uglavnom lyric video snimke, kao i scenarije za spotove raznih pesama, pa je sve to objavljivao na svom sajtu i Vimeo profilu.
Ljubbu je otkrila izdavačka kuća Atlantic Records 2010. godine putem veb-sajta Vimeo, na kojem je objavljivao svoja dela. Dok je pohađao srednju školu, počeo je da radi za Atlantic Records, Def Jam Recordings i RCA Records kao dizajner pokretne grafike, stvarajući kratke video-spotove koji su sadržali tekstove pesama. Ljubba je autor pomenutih spotova za neke od istaknutih svetskih izvođača, kao što su Igi Azejlija, Flo Rajda, , Džejson Derulo, Alesija Kara i drugi.

### Povratak na srpsku scenu
Iako je u nekom trenutku dobio ponudu da se za stalno preseli u Ameriku, da tamo nastavi da živi i radi, Ljubba je to odbio i odlučio se za Srbiju, pošto mu takav način rada više odgovara.
Sa Milanom Stankovićem je nastavio saradnju 2015. godine, kada je radio na ekranizaciji celog njegovog albuma Milan koji je izašao te godine. U okviru ove saradnje snimljeni su spotovi za pesme Faktor rizika, Gadure, Nešto protiv Ljubavi, Kao nikad kao nekad i Mašina.
Od većih projekata izdvaja se potom saradnja sa Svetlanom Ražnatović Cecom kojoj je radio celokupan vizuelno-grafički stil za album Autogram iz 2016. godine, odnosno bio je zadužen za svih jedanaest lyric videa. Svaki video je konceptualno potpuno drugačiji i, po Ljubbinim rečima, izlazi iz okvira lyric videa koji su se u Srbiji izrađivali do tada.
Te godine se oprobao i u filmskom svetu, te je sam snimio kratki film festivalskog tipa. U pitanju je vizuelna naracija sa Stipom Kostanićem u glavnoj ulozi, gde je Ljubba bio zadužen za scenario i režiju. Direkciju fotografije radio je njegov kolega Dimitrije Joković, a premijera filma bila je 2017. godine.
Na leto 2017. godine Ljubba je sarađivao sa Eminom Jahović i Milicom Todorović na spotu za njihov duet Limunada. Duetska pesma na Jutjubu doživela je ogroman uspeh i preko 70 miliona pregleda na Jutjubu, a sam spot je javnim glasanjem na Music Awards Ceremony osvojio nagradu za najbolji muzički video iz te godine.
U junu 2022. godine, u izuzetno jakoj konkurenciji od više stotina video radova, Ljubba je, spotom za Zoinu pesmu "Nirvana", prema glasovima publike i žirija osvojio nagradu za video spot sa najboljom montažom, postprodukcijom i specijalnim efektima 2021. godine. U julu iste godine, Ljubba osvaja još jednu nagradu, najbolji muzički video, za spot Nućijeve pesme "Crno Oko" na Art Film Awards-u. Kraj juna obeležavaju još dve nagrade - najbolji muzički spot i najbolji režiser muzičkog spota za video spot Senidine pesme "Behute", na koji je žiri ostavio komentar "Narativni i vizuelni stil prikladan za kratki film. Zavoleli smo umetnost i autentičnost svega toga. Ne možemo da ga ne gledamo iznova i iznova".
U daljem toku karijere sarađivao je sa izvođačima poput Cece, Severine, Milana Stankovića, Maje Berović, Nikolije, Elene Kitić, Zoi, Ane Nikolić, Edite, Jale Brata, Bube Corellija, Anastasije, Anđeline, Nataše Bekvalac, Emine, Cobija, Relje i drugih.

## Videografija
| Godina | Izvođač                                      | Spot                                                                               |
| ------ | -------------------------------------------- | ---------------------------------------------------------------------------------- |
| 2012   | Milan Stanković                              | "Mama"                                                                             |
| 2013   | Milan Stanković                              | "Od Mene Se Odvikavaj"                                                             |
| 2014   | Ada + Nik                                    | "The Dark Wolf"                                                                    |
| 2014   | Flo Rajda ft. Sejdž Džemini & Lukas          | "GDFR"                                                                             |
| 2014   | Igi Azejlija ft. MØ                          | "Beg for It"                                                                       |
| 2014   | Frančesko Jejts                              | "When I Found You"                                                                 |
| 2014   | B.o.B ft. Trej Songz                         | "Not For Long"                                                                     |
| 2014   | Kju. ft. Trej Songz & Lizli                  | "Too Much"                                                                         |
| 2015   | B.o.B                                        | "Back and Forth"                                                                   |
| 2015   | Aliks Dion ft. Džejson Derulo                | "Chingalinga"                                                                      |
| 2015   | Alesija Kara                                 | "Here"                                                                             |
| 2015   | Hilari Daf                                   | "Sparks"                                                                           |
| 2015   | Džeremih ft. Flo Rajda                       | "Tonight Belongs To U!"                                                            |
| 2015   | Milan Stanković                              | "Faktor Rizika", "Gadure", "Nešto Protiv Ljubavi", "Kao Nikad Kao Nekad", "Mašina" |
| 2016   | Elena Kitić                                  | "Folira"                                                                           |
| 2016   | Maya Berović ft. Jala Brat & Buba Corelli    | "To Me Radi"                                                                       |
| 2016   | Maya Berovć                                  | "Izvini Tata", "Pauza"                                                             |
| 2016   | Ceca                                         | 11 video spotova za album Autogram                                                 |
| 2016   | Katarina Grujić                              | "Drugovi"                                                                          |
| 2016   | Nikolija                                     | "Plavo More", "101 Propušteni Poziv", "Niko Kao Mi"                                |
| 2017   | Milan Stanković ft. Jala Brat & Buba Corelli | "Ego"                                                                              |
| 2017   | Emina ft. Milica Todorović                   | "Limunada"                                                                         |
| 2017   | Relja, Coby & Stoja                          | "Samo Jako"                                                                        |
| 2017   | Severina ft. Leon                            | "Hazarder"                                                                         |
| 2017   | Jala Brat ft. Buba Corelli & RAF Camora      | "Nema Bolje"                                                                       |
| 2017   | Maya Berović                                 | "Harem"                                                                            |
| 2017   | Nikolija                                     | "Moj Tempo", "Promeni Mi Planove"                                                  |
| 2017   | Cvija                                        | "Mrtav Čovek"                                                                      |
| 2017   | Relja                                        | "Lom"                                                                              |
| 2017   | Saša Matić                                   | 9 video spotova za album Ne Bih Ništa Menjao                                       |
| 2017   | Katarina Grujić                              | "Paranoičan"                                                                       |
| 2017   | Miligram                                     | "Pogrešna Noć", "Amanet"                                                           |
| 2018   | Milan Stanković                              | "Trans", "Kripton"                                                                 |
| 2018   | Severina ft. Ljubba Stanković                | "Tutorial"                                                                         |
| 2018   | Nataša Bekvalac                              | "Mala Plava"                                                                       |
| 2018   | Coby                                         | "Biseri Iz Blata"                                                                  |
| 2018   | Marina Visković                              | 9 video spotova za album Hiljadu Lica                                              |
| 2018   | Maya Berović                                 | "Načisto", "Neka Stvar"                                                            |
| 2018   | Katarina Grujić                              | "Emotivno Dno"                                                                     |
| 2019   | Milan Stanković                              | "Brane Mi Te"                                                                      |
| 2019   | Severina                                     | 8 video spotova za album Halo                                                      |
| 2019   | Jala Brat ft. Buba Corelli & Senidah         | "Kamikaza"                                                                         |
| 2019   | Angellina                                    | "Ko Si Ti U Stvari"                                                                |
| 2019   | Katarina Grujić                              | "Tuđa"                                                                             |
| 2019   | Elena Kitić                                  | "Zabranjujem", "2000's", "Colombiana"                                              |
| 2019   | Dara Bubamara                                | "Manipulacija"                                                                     |
| 2019   | Edita                                        | "Magnum"                                                                           |
| 2019   | Nikolija                                     | "Tigar", "Yin & Yang"                                                              |
| 2019   | Nataša Bekvalac                              | "Dođi Mami"                                                                        |
| 2019   | Jala Brat                                    | "Patek"                                                                            |
| 2019   | Teya Dora                                    | "Da Na Meni Je"                                                                    |
| 2020   | Zoi                                          | "Jasno Mi Je", "Bez Tebe"                                                          |
| 2020   | Ana Nikolić                                  | "Bilo Je Lepo"                                                                     |
| 2020   | Anatasija                                    | "Heroina", "Volim Te"                                                              |
| 2020   | Angellina                                    | "Beskraj", "Biram Te"                                                              |
| 2020   | Nikolija                                     | "O Bivšima", "High Life"                                                           |
| 2020   | Teya Dora                                    | "Oluja"                                                                            |
| 2021   | Zoi                                          | "Đavoli", "Nirvana", "Kompromis"                                                   |
| 2021   | Elon                                         | "EKV"                                                                              |
| 2021   | Hana & Alexandra Matrix                      | "Samo Bogato"                                                                      |
| 2021   | Coby ft. Krisko                              | "Nove Pare"                                                                        |
| 2021   | Mia                                          | "Od Tebe Bolja", "Ledeno"                                                          |
| 2021   | Nikolija                                     | "Divlja Orhideja"                                                                  |
| 2021   | Relja, Eevke & 88nula88                      | "Oguccio Sam Je"                                                                   |
| 2021   | Ana Bebić                                    | "Telepatija"                                                                       |
| 2021   | Igor Simić                                   | "Stranci"                                                                          |
| 2021   | Angellina & Emina                            | "Deja Vu"                                                                          |
| 2022   | 2Bona                                        | "Enzo"                                                                             |
| 2022   | Senidah                                      | "Behute", "Jadnaja"                                                                |
| 2022   | Teodora                                      | "Tvoje Magije", "Most Na Adi"                                                      |
| 2022   | Nucci                                        | "Crno Oko"                                                                         |
| 2022   | Zoi                                          | "Dvadesete"                                                                        |

## Nagrade
| Nagrada                         | Kategorija                                                               | Datum ceremonije | Muzički video | Ishod    | Ref.    |
| ------------------------------- | ------------------------------------------------------------------------ | ---------------- | ------------- | -------- | ------- |
|                                 | Najbolji muzički video                                                   | 29. januar 2019. | "Limunada"    | Osvojeno | [ 110 ] |
| "Trans"                         | Najbolji muzički video                                                   | 29. januar 2019. | Nominacija    |          | [ 110 ] |
|                                 | Najbolji muzički video                                                   | 27. januar 2020. | "Dođi Mami"   | Osvojeno | [ 111 ] |
|                                 | Video spot sa najboljom montažom, specijalnim efektima i postprodukcijom | 21. jun 2022.    | "Nirvana"     | Osvojeno | [ 112 ] |
|                                 | Najbolji muzički video                                                   | jun 2022.        | "Crno Oko"    | Osvojeno | [ 113 ] |
|                                 | Najbolji muzički video                                                   | jun 2022.        | "Behute"      | Osvojeno | [ 114 ] |
| Najbolji režiser muzičkog videa | Osvojeno                                                                 | jun 2022.        | "Behute"      |          | [ 114 ] |

## Spoljašnje veze
- Ljubba на веб-сајту
- Ljubba на веб-сајту
- Ljubba на веб-сајту
- Ovaj članak je delom ili u celini preuzet sa sajta biografija.org na kom je objavljen pod Creative Commons licencom